# Frank Wahle
Frank Wahle (* 26. Oktober 1953 in Schönebeck) ist ein deutscher Grafiker.

## Leben und Werk
Wahle studierte von 1976 bis 1982 an der Hochschule für Grafik und Buchkunst Leipzig bei Rolf Kuhrt und Karl-Georg Hirsch. Danach hatte er einen Fördervertrag und einen Lehrauftrag für Holzschnitt an der Burg Giebichenstein Kunsthochschule Halle. Seitdem arbeitet er als freischaffender Künstler in Leipzig. 1998 war er Meisterschüler an der Akademie der Künste Berlin bei Harald Metzkes.
Wahle war bis 1990 Mitglied des Verbands Bildender Künstler der DDR.

## Werke (Auswahl)
- Kopf II (1986, Holzschnitt; auf der X. Kunstausstellung der DDR)[2]
- Mensch, warum türmst Du nicht? – Weil ich als Eingesperrter am unbequemsten bin! (um 1989, Holzschnitt, 34 × 46,5 cm)[3]

## Ausstellungen (unvollständig)

### Einzelausstellungen
- 1990: Nürnberg, Pilatushaus (Nürnberg) (" Stichwort Leipzig. Druckgrafik von Susann Knoch, Rolf Kuhrt, Frank Wahle")

- 1991: Berlin, Galerie am Pariser Platz der Akademie der Künste (mit Kurt Buchwald)
- 1993: Sulzfeld (Baden), Bürgerhaus ("Frank Wahle - Traumreisen. Arbeiten auf Papier")
- 1997: Marbach, Galerie in der Wendelinskapelle
- 2000: Leipzig, Galerie Kleindienst
- 2007: Halle, Foyer-Galerie Opernhaus Hall ("Frank Wahle, Berlin - Arbeiten auf Papier")[4]

### Ausstellungsbeteiligungen
- 1983, 1986 und 1989 100 ausgewählte Grafiken der DDR
- 1984 Junge Künstler der DDR, Berlin, Altes Museum

- 1987/1988 X. Kunstausstellung der DDR, Dresden

- 1987–1989 Intergrafik, Berlin
- 1987–1989 Grafikbiennale Ljubljana (SLO)
- 1987–1989 Holzschnittbiennale in Banska Bystrica (SK) (Preisträger 1987/1990)
- 1989 Holzschnitt heute, Ostfildern
- 1990 Kochi Internat. Triennial Exhibition of Prints (J)
- 1991 Kunstverein Breiten
- 1992/93 Art-Multiple-Düsseldorf